# グロース・トルピードボート
グロース・トルピードボート（ドイツ語: Große Torpedoboot：大型水雷艇）もしくはホーホゼートルピードボート（ドイツ語: Hochseetorpedoboot：外洋水雷艇）は、ドイツ帝国海軍において駆逐艦の役割を担った水雷艇の呼称。

## 概要
ドイツ帝国海軍はティルピッツ計画による東洋艦隊・大洋艦隊の充実と無制限潜水艦戦を行ったUボートの活躍など攻勢を主な思想としており、船団護衛や哨戒任務を主とする駆逐艦の有用性について長らく疑問視されていた上、イギリス・フランス・ロシア等で発展してきた駆逐艦を好意的に思う将兵は少なかった。また水雷艇の方が燃料を消費せず同じ戦果をあげられると考えられたことも研究を遅らせる原因の一つとなった。
そのため、ドイツ帝国海軍では水雷艇と駆逐艦の区別が明瞭でなく、第一次世界大戦中はTボートが駆逐艦の役割を担うこととなった。
大戦中頃になると、護送船団を実施するイギリス駆逐艦の対潜能力の向上によりUボートの戦果が減少するようになり、駆逐艦の有用性が大いに認識され、大洋艦隊に追随できる航続距離を持つ駆逐艦の研究が進められた。
研究の結果、B122級駆逐艦・G119級駆逐艦・S178級大型水雷艇・V170級大型水雷艇と言った新型艦の建造が進められたが、ほとんどの駆逐艦が未成のまま終戦を迎えた。

## その後
しかしながら、Tボートは水雷艇として高い性能を誇り、ヴェルサイユ条約により潜水艦の保有を禁止・駆逐艦の保有を12隻に制限、とされたドイツ海軍は第1次世界大戦時のH145級大型水雷艇をベースとした1923型・1924型をそれぞれ6隻建造し、「水雷艇」として就役させ、合計24隻の擬似的な駆逐艦隊を編成した。
1933年のナチス・ドイツの成立と1935年のドイツ再軍備宣言及び英独海軍協定により正式に駆逐艦（ドイツ語: Zerstörer）を建造することが可能となり、ドイツ海軍初の駆逐艦であるZ1型 (1934型)が設計建造された。

## 主な艦艇一覧
- G7級大型水雷艇
- G37級大型水雷艇
- G85級大型水雷艇
- H145級大型水雷艇
- S13級大型水雷艇
- S31級大型水雷艇
- S49級大型水雷艇
- S131級大型水雷艇
- V25級大型水雷艇
- V43級大型水雷艇
- V67級大型水雷艇
- V125級大型水雷艇